# Franz Pfeffer von Salomon
Franz Pfeffer von Salomon (ur. 19 lutego 1888 w Düsseldorfie, zm. 12 kwietnia 1968 w Monachium) – pierwszy dowódca SA po jej czasowej delegalizacji w 1923 po puczu monachijskim.

## Życiorys
Był członkiem Freikorpsu i weteranem I wojny światowej. Stał się znany dzięki organizacji ruchu oporu przeciwko francuskiej okupacji Zagłębia Ruhry. Był Gauleiterem Górnej Bawarii, a przyszły dowódca SS; Heinrich Himmler był jego sekretarzem. Adolf Hitler mianował Salomona dowódcą SA po jego bezwarunkowej przysiędze lojalności w 1926.
Salomon został wyrzucony z SA w 1930, ponieważ nie udało mu się powstrzymać innego przywódcy - Waltera Stennesa, od krótkiej okupacji centralnego biura NSDAP w Berlinie. Ucieszyło to Ernsta Röhma, ponieważ mógł przekonać SA, żeby odebrało przysięgę wierności od niego.
Sam Salomon mówił o sobie, że jest typem ochotnika, rewolucjonisty i landsknechta naraz.